# Quang Huy (nghệ sĩ)
Quang Huy (sinh năm 1950) là một ca sĩ, nghệ sĩ nhân dân người Việt Nam. Ông sở hữu giọng baritonbass (nam trung trầm). Trong sự nghiệp ca hát những năm 1970 và 1980 của mình, ông được coi là một “hoàng tử nhạc nhẹ” của Việt Nam.

## Tiểu sử
Quang Huy sinh khoảng năm 1950. Ông từng là công nhân mỏ than Mông Dương, tỉnh Quảng Ninh. Ông được đào tạo thanh nhạc từ các địa điểm nổi tiếng như Nhạc viện Hà Nội (nay là Học viện Âm nhạc Quốc gia Việt Nam), Ba Lan, Tiệp Khắc.

## Sự nghiệp
Quang Huy bắt đầu sự nghiệp hát lúc 20 tuổi. Sau khi được đào tạo 5 năm học trung cấp, 4 năm học đại học tại Nhạc viện Hà Nội và 3 năm đi thực tập nhạc nhẹ tại Ba Lan, Tiệp Khắc, ông đã trở thành giọng hát chủ lực của Nhà hát ca múa nhạc Trung ương và Nhà hát Nhạc nhẹ Việt Nam.
Trong những năm 1970 và 1980, Quang Huy từng đi biểu diễn khắp Châu Á, Châu Âu, Châu Mĩ, Trung Quốc, Liên Xô, Cu Ba, Mông Cổ… với giọng hát và phong cách trình diễn nhạc nhẹ.
Ngoài biểu diễn, Quang Huy còn là một giảng viên âm nhạc đào tạo được nhiều lớp ca sĩ trẻ cho nền nghệ thuật quân đội. Năm 2010, nhân dịp kỷ niệm 40 năm sự nghiệp ca hát của mình, ông tổ chức đêm nhạc "Tình tôi còn đó" tại Nhà hát Lớn Hà Nội và nhà hát Âu Cơ, là buổi live show đầu tiên trong cuộc đời của ông.
Ông được nhà nước phong tặng danh hiệu Nghệ sĩ nhân dân vào năm 2019.